# Joseph Schmid (kompositör)
Joseph Schmid, född den 30 augusti 1868 i München, död där den 10 juli 1945, var en tysk tonsättare.
Schmid, som var elev till Rheinberger, var organist vid Frauenkirche i München och anförare för akademiska sångföreningen. Han komponerade kyrkliga sångverk a cappella i de gamla klassikernas anda (mässor, miserere, crucifixus), manskörer, sånger samt orgel- och pianostycken med mera.